# Gustav Hackl
Gustav Hackl (* 2. August 1892 in Vordernberg; † 4. Jänner 1962 in Leoben) war ein österreichischer Schriftsteller.

## Leben
Gustav Hackl wurde als Sohn des Schlossermeisters Johann und dessen Frau Karolina Hackl  in Vordernberg in der Steiermark geboren. Die Eltern waren aus Dolní Branná (Hennersdorf), Bezirk Vrchlabí (deutsch Hohenelbe) im böhmischen Riesengebirge nach Vordernberg übersiedelt. Gustav stammte aus einer kinderreichen Familie. Er war das achte von zwölf Kindern.
Nach der vierten Klasse Volksschule trat er als Sängerknabe in das Stiftsgymnasium St. Paul im Lavanttal ein. In St. Paul machte er die Bekanntschaft mit Switbert Lobisser, der ein bekannter Holzschnitzmeister und Maler wurde und mit dem ihn eine lebenslange Freundschaft verband.  Infolge des Stimmbruchs musste er von St. Paul Abschied nehmen und setzte seine schulische Ausbildung in Leoben fort. Nach der Matura widmete er sich in Graz und in München dem Medizinstudium. Im Jahre 1919 promovierte er an der Karl Franzens-Universität Graz zum Doktor der Medizin.
Hackl wurde in seinem Heimatort Vordernberg am Ortsfriedhof im Grab seiner Eltern begraben. Das Grab ist nach dem Jahr 2008 aufgelassen worden.

## Der Arzt
Nach Abschluss des Studiums war Hackl für kurze Zeit in der Lungenheilanstalt Hörgas-Enzenbach tätig. Ab 1921 fand er als junger Werksarzt im Stahlindustrieort Donawitz Anstellung und bemühte sich, die ärztliche Betreuung zum Wohle der Industriearbeiter und deren Familien zu reformieren.
Er entwickelte die schon fast vergessene Auenbrugger-Methode für die Diagnose von TBC neu, mit der man durch Abklopfen (Perkussion) des Brustkorbes des Patienten einen TBC-Verdacht feststellen konnte.
Nachdem er zum Primarius des Werksspitals aufgestiegen war, ließ Hackl im Bezirk Leoben Fürsorgestationen errichten, um der grassierenden Tuberkulose und der hohen Kindersterblichkeit Einhalt zu gebieten.

## Der Schriftsteller
Bereits im Stift St. Paul begannen Hackls erste literarische Versuche.
Für die knappe Freizeit hatte sich der Arzt und Dichter fernab vom Alltagsstress ein stilles Plätzchen eingerichtet, wo er für sein literarisches Wirken die gewünschte Ruhe und Muße fand. In Torturm über dem Eingang zur Wallfahrtskirche Maria Freienstein hatte er sich mit dem ihm eigenen Stilgefühl seine Dichterklause eingerichtet. In dieses abgelegene Kämmerlein flüchtete er in seiner Freizeit, hier entstanden seine fantasievollen Geschichten.
Historische Begebenheiten rückte er in die Nähe der Gegenwart und stieg ab in eine „blühende Fantasie“, als wolle er sich alles Leid, das ihm in seinem Beruf begegnet war, von der Seele schreiben. Ein Beispiel dafür sind die Gedichte an Maria Rack, zu denen Hackl durch persönliche Erlebnisse aus seiner beruflichen Tätigkeit angeregt wurde. In diesen feinen, hauchzarten Gedichten stellt er dem Leser ein Mädchen vor, das an Tuberkulose erkrankt ist. In den Zwanzigerjahren des 20. Jahrhunderts war das Gebiet um Donawitz von dieser schrecklichen Seuche erfasst.
Von Hackls wichtigsten Werken sind weiters zu erwähnen: eine Reihe von Gedichten; Novellen wie die Vordernberger-, Eisenerzer- und Gösser-Novellen sowie Erzählungen und Romane wie „Mitzi Jenull“, „Der Silberblick“ und die Bearbeitung des  Hausbüchl der Stampferin.